# Eleição municipal de Barueri em 2024
A eleição municipal de Barueri em 2024 ocorreu no dia 06 de outubro para eleger um prefeito, um vice-prefeito e 21 vereadores no município de Barueri, no Estado de São Paulo, Brasil. Como o candidato mais votado não atingiu mais da metade dos votos (50% mais um), um segundo turno foi realizado no dia 27 de outubro, entre Beto Piteri, do Republicanos, e Gil Arantes, do União Brasil. O prefeito titular é Rubens Furlan, do PSB, que foi reeleito nas eleições de 2020, com 85,35% dos votos válidos. Para Câmara Municipal, o vereador mais votado foi Ornedo Neves, do Republicanos. Com 56,48% dos votos válidos Beto Piteri (Republicanos), foi eleito prefeito de Barueri, assumindo o mandato em 1 de janeiro de 2025.

## Candidatos
| Nº | Prefeito(a)  | Prefeito(a)    | Prefeito(a)         | Prefeito(a) | Vice-prefeito(a) | Vice-prefeito(a) | Vice-prefeito(a) | Vice-prefeito(a)    | Vice-prefeito(a) | Coligação Partido(s)                                                                                            | Ref.                           |
| Nº | Candidato(a) | Candidato(a)   | Partido Federação   | Cargos relevantes | Candidato(a)     | Candidato(a)     | Candidato(a)     | Partido Federação   | Cargos relevantes | Coligação Partido(s)                                                                                            | Ref.                           |
| -- | ------------ | -------------- | ------------------- | --- | ---------------- | ---------------- | ---------------- | ------------------- | --- | --- | ------------------------------ |
| 10 |              | Beto Piteri    | Republicanos        | - Vice-prefeito de Barueri (2017–2024); - Secretário de Obras de Baureri (2017–2023); - Sub-prefeito de Santana/Tucuruvi (2007–2008); - Prefeito de Jandira (1985–1988 e 1993-1996). |                  |                  | Dra. Claudia     | PSB                 | - Vereadora em Barueri (2021–2024); - Médica pediatra                                                                                 | Barueri Não Pode Parar Republicanos, PSB, PODE, Solidariedade, Fed. PSDB Cidadania e FE Brasil (PT, PCdoB e PV) | [ 6 ] [ 7 ] [ 8 ] [ 9 ] [ 10 ] |
| 15 |              | Fabião         | MDB                 | - Vereador em Barueri (2012–2024); - Vereador em Mongaguá (2005-2008). |                  |                  | Gaby Morais      | NOVO                | - Graduada em Letras e mestre em marketing político e campanhas eleitorais                                                            | Desperta Barueri MDB e NOVO                                                                                     | [ 11 ]                         |
| 44 |              | Gil Arantes    | UNIÃO               | - Prefeito de Barueri (1997–2004 e 2013-2016); - Deputado estadual em São Paulo (2007-2012).                                                                                         |                  |                  | Silvia Arantes   | PL                  | - Primeira-dama de Barueri (1997–2004; 2013-2016); - Presidente do Fundo Social de Solidaderiedade de Barueri (1997–2004; 2013–2016). | Aqui tem Barueri UNIÃO, PP, PL, PRD, PRTB, MOBILIZA, Agir, PSD, Avante e PDT                                    | [ 12 ] [ 13 ]                  |
| 50 |              | Sabrina Nabuco | PSOL Fed. PSOL REDE | - Engenheira e socióloga |                  |                  | Jheniffer Reis   | PSOL Fed. PSOL REDE | - Garçom | Sem coligação                                                                                                   | [ 14 ] [ 15 ] [ 16 ]           |

## Apoios no segundo turno
| Piteri    | Piteri                                            |
| --------- | ------------------------------------------------- |
| Políticos | Luiz Inácio Lula da Silva, presidente do Brasil.  |
| Políticos | Tarcísio de Freitas, governador de São Paulo.     |
| Políticos | Fabião, vereador e 3º colocado no primeiro turno. |
| Políticos | Tânia Gianelli, vereadora em Barueri.             |
| Políticos | Robertinho Mendonça, vereador em Barueri.         |
| Políticos | Zé Baiano, vereador eleito em Barueri.            |

| Neutralidade | Neutralidade                                               |
| ------------ | ---------------------------------------------------------- |
| Partidos     | PSOL.                                                      |
| Políticos    | Sabrina Nabuco, engenheira e 4ª colocada no primeiro turno |

| Gil            | Gil                                                                                 |
| -------------- | ----------------------------------------------------------------------------------- |
| Políticos      | Pablo Marçal, empresário e 3º colocado nas eleições para a prefeitura de São Paulo. |
| Políticos      | Gaby Morais, ex-candidata à vice-prefeita da cidade.                                |
| Políticos      | Rubinho Nunes, vereador na cidade de São Paulo.                                     |
| Políticos      | Sargento Nantes, vereador eleito na cidade de São Paulo.                            |
| Apresentadores | Carlos Massa, o Ratinho, apresentador de televisão.                                 |
| Apresentadores | Sikêra Júnior, apresentador de televisão.                                           |

## Resultados

### Prefeito
| Candidato(a) a prefeito(a) | Candidato(a) a prefeito(a) | Candidato(a) a vice-prefeito(a) | Primeiro turno 6 de outubro | Primeiro turno 6 de outubro | Segundo turno 27 de outubro | Segundo turno 27 de outubro |
| Candidato(a) a prefeito(a) | Candidato(a) a prefeito(a) | Candidato(a) a vice-prefeito(a) | Votação                     | Votação                     | Votação                     | Votação                     |
| Candidato(a) a prefeito(a) | Candidato(a) a prefeito(a) | Candidato(a) a vice-prefeito(a) | Total                       | Porcentagem                 | Total                       | Porcentagem                 |
| -------------------------- | -------------------------- | ------------------------------- | --------------------------- | --------------------------- | --------------------------- | --------------------------- |
|                            | Beto Piteri (Republicanos) | Dra. Claudia (PSB)              | 97.708                      | 48,39%                      | 105.193                     | 56,48%                      |
|                            | Gil Arantes (UNIÃO)        | Silvia Arantes (PL)             | 80.426                      | 39,83%                      | 81.046                      | 43,52%                      |
|                            | Fabião (MDB)               | Gaby Morais (NOVO)              | 17.951                      | 8,89%                       | Não participaram            | Não participaram            |
|                            | Sabrina Nabuco (PSOL)      | Jheniffer Reis (PSOL)           | 5.845                       | 2,89%                       | Não participaram            | Não participaram            |
| Total de votos válidos     | Total de votos válidos     | Total de votos válidos          | 201.930                     | 89,98%                      | 186.239                     | 92,09%                      |
| Votos em branco            | Votos em branco            | Votos em branco                 | 10.076                      | 4,49%                       | 6.318                       | 3,12%                       |
| Votos nulos                | Votos nulos                | Votos nulos                     | 12.415                      | 5,53%                       | 9.669                       | 4,78%                       |
| Total                      | Total                      | Total                           | 224.421                     | 75,41%                      | 202.226                     | 67,95%                      |
| Abstenções                 | Abstenções                 | Abstenções                      | 73.195                      | 24,59%                      | 95.390                      | 32,05%                      |
| Total de eleitores         | Total de eleitores         | Total de eleitores              | 297.616                     | 297.616                     | 100%                        | 100%                        |

### Vereador
| Resultado da eleição para a Câmara Municipal de Barueri em 2024 por candidato | Resultado da eleição para a Câmara Municipal de Barueri em 2024 por candidato | Resultado da eleição para a Câmara Municipal de Barueri em 2024 por candidato | Resultado da eleição para a Câmara Municipal de Barueri em 2024 por candidato | Resultado da eleição para a Câmara Municipal de Barueri em 2024 por candidato |
| Candidato                                                                     | Número                                                                        | Partido                                                                       | Votos                                                                         | Porcentagem                                                                   |
| ----------------------------------------------------------------------------- | ----------------------------------------------------------------------------- | ----------------------------------------------------------------------------- | ----------------------------------------------------------------------------- | ----------------------------------------------------------------------------- |
| Ornedo Neves                                                                  | 10222                                                                         | Republicanos                                                                  | 6.402                                                                         | 3,10%                                                                         |
| Rodrigo Rodrigues                                                             | 20005                                                                         | PODE                                                                          | 4.448                                                                         | 2,16%                                                                         |
| Wilson Zuffa                                                                  | 10123                                                                         | Republicanos                                                                  | 4.349                                                                         | 2,11%                                                                         |
| Hélio Júnior                                                                  | 22222                                                                         | PL                                                                            | 4.246                                                                         | 2,06%                                                                         |
| Levi Janio                                                                    | 40633                                                                         | PSB                                                                           | 4.209                                                                         | 2,04%                                                                         |
| Keu Oliveira                                                                  | 43111                                                                         | PV                                                                            | 3.901                                                                         | 1,89%                                                                         |
| Cris da Maternal                                                              | 45085                                                                         | PSDB                                                                          | 3.735                                                                         | 1,81%                                                                         |
| Allan Miranda                                                                 | 44777                                                                         | UNIÃO                                                                         | 3.594                                                                         | 1,74%                                                                         |
| Kascata                                                                       | 77123                                                                         | Solidariedade                                                                 | 3.524                                                                         | 1,71%                                                                         |
| Zé Baiano                                                                     | 44555                                                                         | UNIÃO                                                                         | 3.459                                                                         | 1,68%                                                                         |
| Clayton Silva da Saúde                                                        | 44444                                                                         | UNIÃO                                                                         | 3.291                                                                         | 1,60%                                                                         |
| Thiago Rodrigues                                                              | 40000                                                                         | PSB                                                                           | 3.266                                                                         | 1,58%                                                                         |
| Silvio Macedo                                                                 | 45123                                                                         | PSDB                                                                          | 3.116                                                                         | 1,51%                                                                         |
| Levi Gobert                                                                   | 20000                                                                         | PODE                                                                          | 3.027                                                                         | 1,47%                                                                         |
| Rafa Carvalho                                                                 | 10000                                                                         | Republicanos                                                                  | 3.023                                                                         | 1,47%                                                                         |
| Toninho Furlan                                                                | 77000                                                                         | Solidariedade                                                                 | 3.011                                                                         | 1,46%                                                                         |
| Wilden                                                                        | 11456                                                                         | PP                                                                            | 2.836                                                                         | 1,37%                                                                         |
| Leandrinho Dantas                                                             | 55007                                                                         | PSD                                                                           | 2.780                                                                         | 1,35%                                                                         |
| Edmilson Dimi                                                                 | 22123                                                                         | PL                                                                            | 2.615                                                                         | 1,27%                                                                         |
| Leandro Canaã                                                                 | 25007                                                                         | PRD                                                                           | 2.490                                                                         | 1,21%                                                                         |
| Nildo da Sabesp                                                               | 33321                                                                         | MOBILIZA                                                                      | 2.055                                                                         | 1,00%                                                                         |